# Aulonocara stonemani
Aulonocara stonemani är en fiskart som först beskrevs av Burgess och Axelrod, 1973.  Aulonocara stonemani ingår i släktet Aulonocara och familjen Cichlidae. IUCN kategoriserar arten globalt som livskraftig. Inga underarter finns listade.